# Stefan Pettersson (futbolista)
Stefan Bengt Pettersson (n. Västerås, Suecia, 22 de marzo de 1963) es un exfutbolista sueco. Se desempeñaba en la posición de delantero.

## Selección nacional
Fue internacional con la selección de fútbol de Suecia en 31 ocasiones y anotó solo 4 goles. Además, participó con la selección sueca, en Copa del Mundo de 1990 que se realizó en Italia, donde su selección quedó eliminado en la primera fase.

### Participaciones en Copas del Mundo
| Mundial              | Sede   | Resultado      |
| -------------------- | ------ | -------------- |
| Copa Mundial de 1990 | Italia | Fase de grupos |

## Clubes
| Club         | País         | Año       |
| ------------ | ------------ | --------- |
| IFK Västerås | Suecia       | 1980-1981 |
| Norrköping   | Suecia       | 1982-1984 |
| Göteborg     | Suecia       | 1984-1988 |
| Ajax         | Países Bajos | 1988-1994 |
| Göteborg     | Suecia       | 1994-1998 |

## Palmarés

### Campeonatos nacionales
| Título          | Club     | País         | Año         |
| --------------- | -------- | ------------ | ----------- |
| Allsvenskan     | Göteborg | Suecia       | 1984        |
| Allsvenskan     | Göteborg | Suecia       | 1987        |
| Eredivisie      | Ajax     | Países Bajos | 1989 - 1990 |
| Copa de Holanda | Ajax     | Países Bajos | 1992 - 1993 |
| Eredivisie      | Ajax     | Países Bajos | 1993 - 1994 |
| Allsvenskan     | Göteborg | Suecia       | 1994        |
| Allsvenskan     | Göteborg | Suecia       | 1995        |
| Allsvenskan     | Göteborg | Suecia       | 1996        |

### Campeonatos internacionales
| Título    | Club     | País         | Año     |
| --------- | -------- | ------------ | ------- |
| Copa UEFA | Göteborg | Suecia       | 1986-87 |
| Copa UEFA | Ajax     | Países Bajos | 1991-92 |